# Acalypha lyciodes
Acalypha lyciodes é uma espécie de flor do gênero Acalypha, pertencente à família Euphorbiaceae.